# Silke Lichtenhagen
Silke Lichtenhagen, född den 20 november 1973 i Leverkusen i Västtyskland, är en före detta friidrottare som tävlade i kortdistanslöpning.
Lichtenhagens främsta meriter har kommit som en del av tyska stafettlag på 4 x 100 meter. Vid EM 1994 blev hon tillsammans med Melanie Paschke, Silke Knoll och Bettina Zipp europamästare. Året efter blev hon bronsmedaljör vid VM i Göteborg tillsammans med Paschke, Knoll och Gabriele Becker.

## Personliga rekord
- 60 meter - 7,23 från 1997
- 100 meter - 11,63 från 1992
- 200 meter - 23,19 från 1995